# Aloe microdonta
Aloe microdonta är en grästrädsväxtart som beskrevs av Emilio Chiovenda. Aloe microdonta ingår i släktet Aloe och familjen grästrädsväxter. IUCN kategoriserar arten globalt som livskraftig. Inga underarter finns listade i Catalogue of Life.